# Distretto di Hajrhan
Il distretto di Hajrhan è uno dei diciannove distretti (sum) in cui è suddivisa la provincia dell'Arhangaj, in Mongolia. Conta una popolazione di 3.656 abitanti (censimento 2009).